# Tancredo Neves (Santa Maria)
Tancredo Neves est un quartier de la ville brésilienne de Santa Maria, au Rio Grande do Sul. Il est situé dans le district de Sede.

## Sous-quartiers
Le quartier possède les ensembles (vilas) suivants : Conjunto Residencial Piratini, Núcleo Habitacional Tancredo Neves, Tancredo Neves, Vila Canaã.

## Galerie

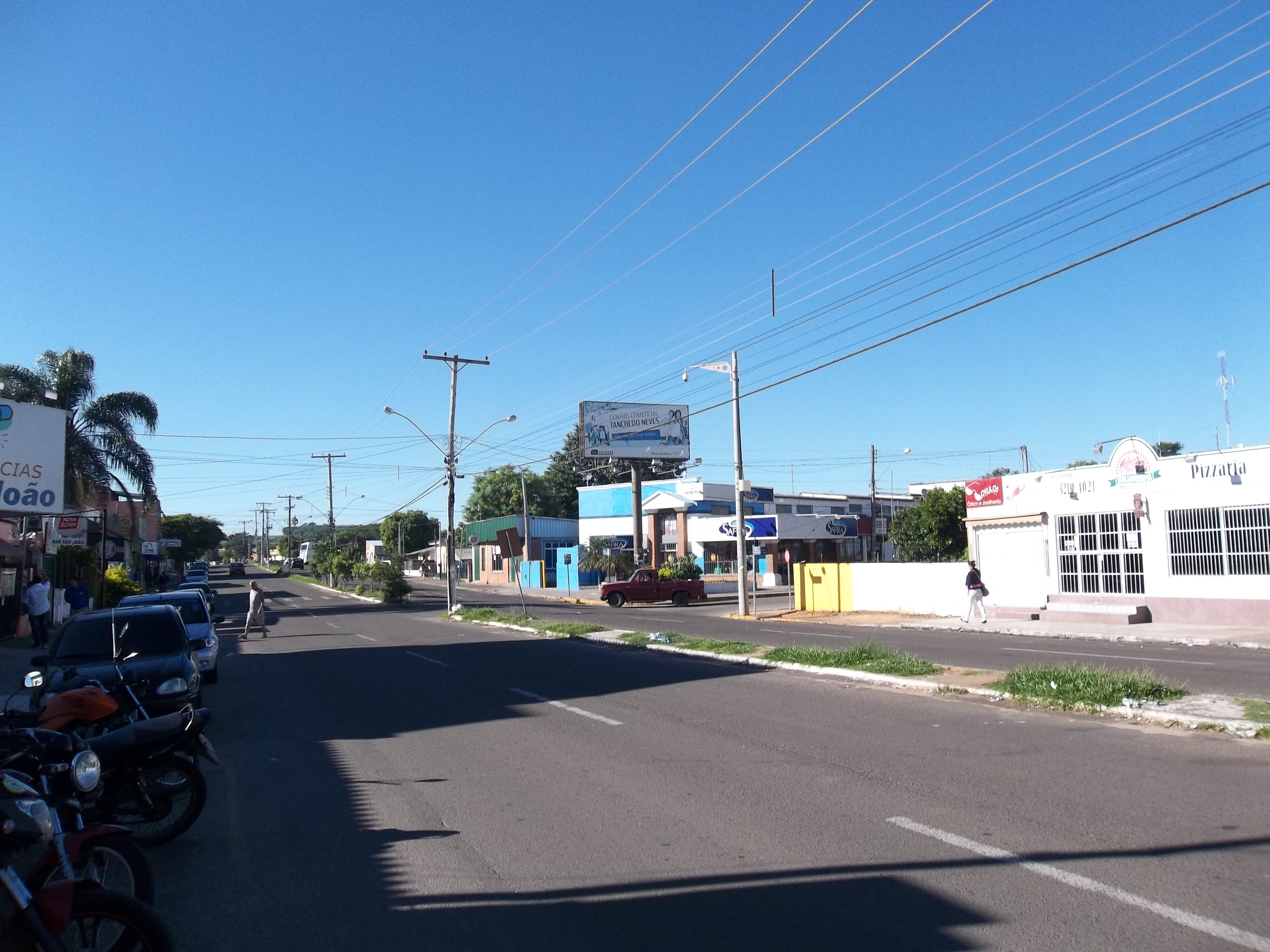
Centre du quartier.
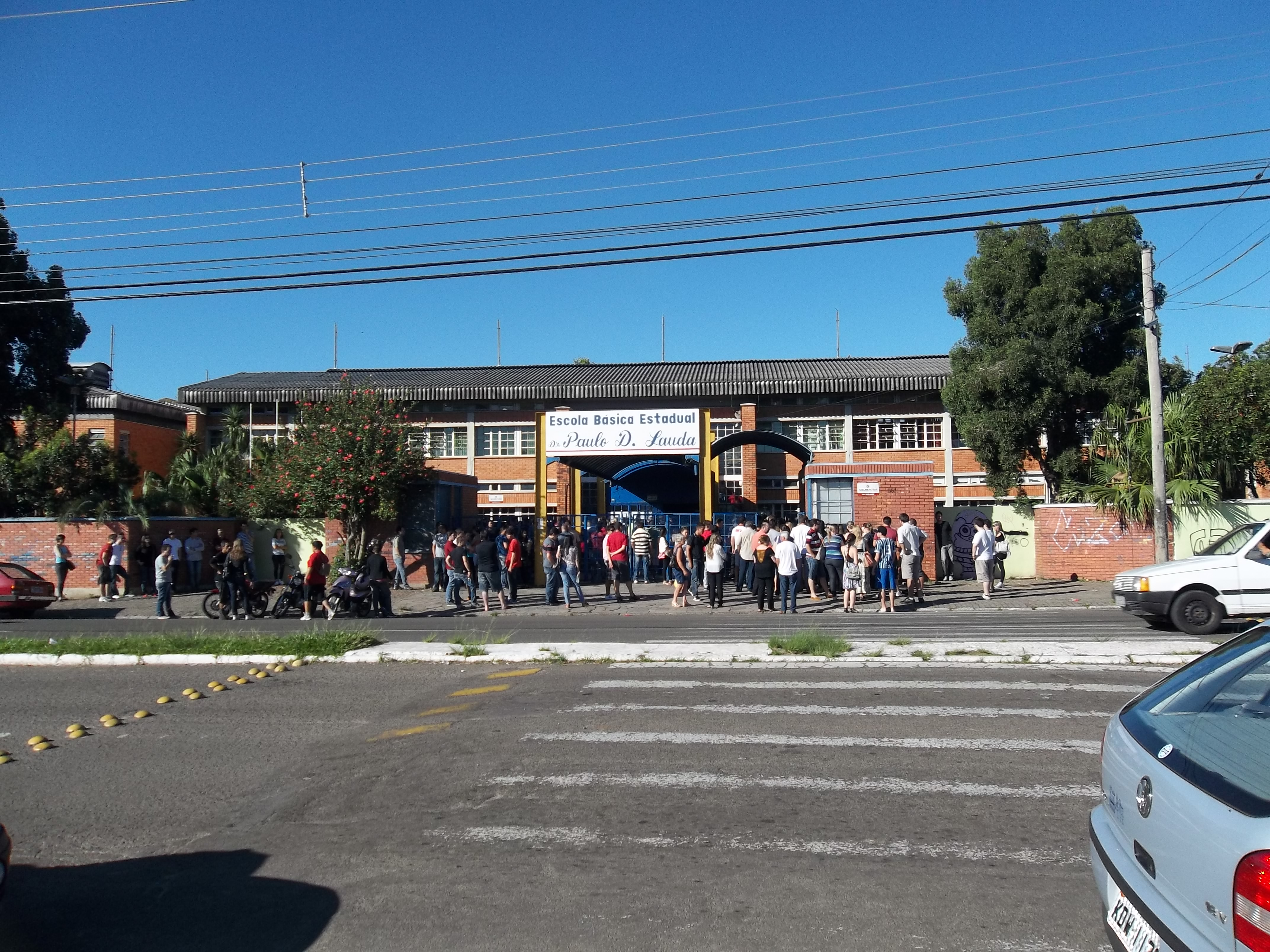
École Paulo D. Lauda.
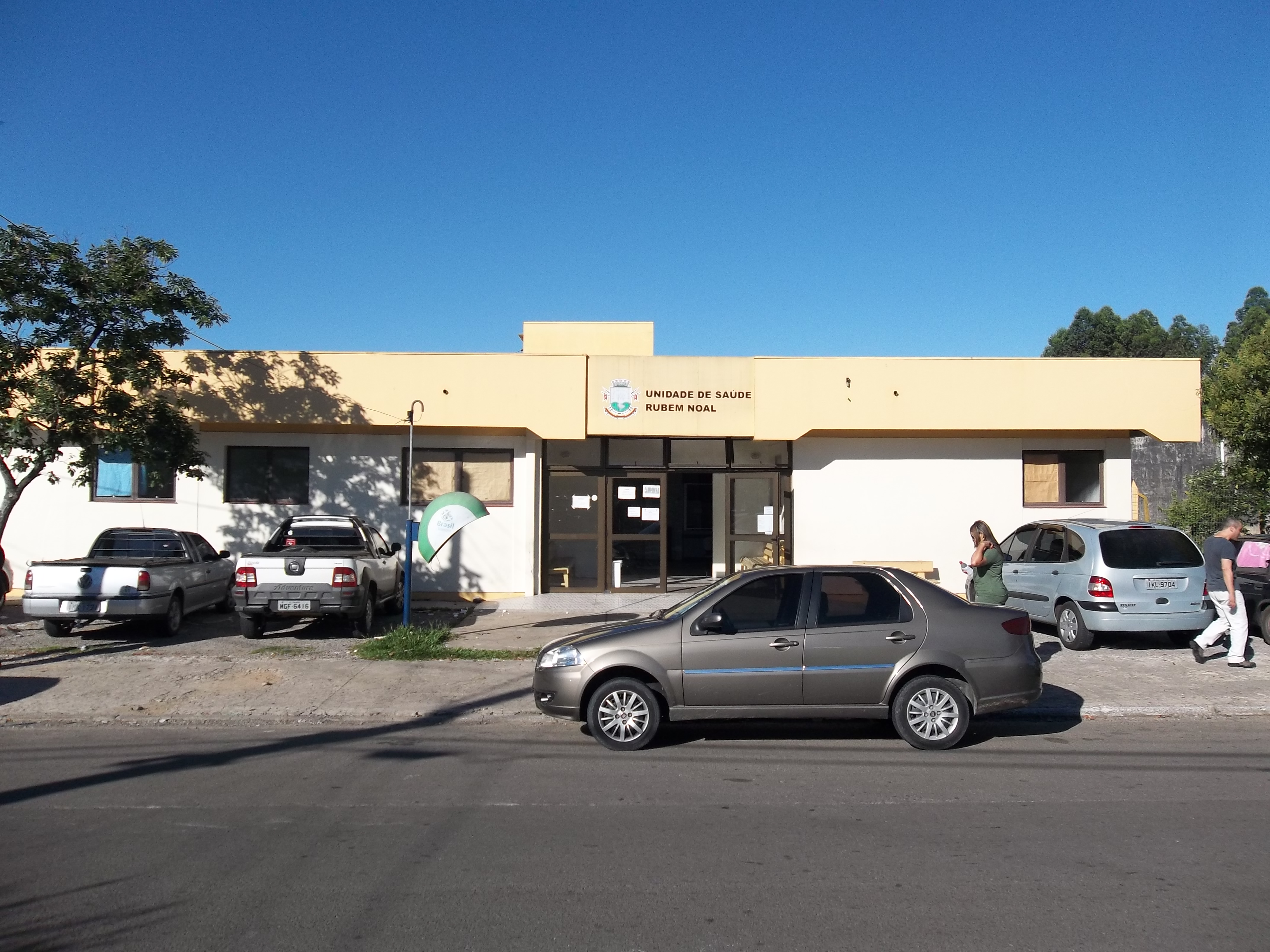
Centre de santé.